# Митин, Гавриил Степанович
Гавриил Степанович Митин (1908—1941) — старший сержант, командир отделения 4-й роты 2-го батальона 1075-го стрелкового полка 316-й стрелковой дивизии 16-й армии Западного фронта, Герой Советского Союза. Награждён орденом Ленина.

## Биография
Родился в 1908 году в селе Устьянка (современный Локтевский район Алтайского края) в семье рабочего-кузнеца. Русский.
Жил и работал в посёлке Гальцовка (современный Змеиногорский район Алтайского края), затем продолжительное время — в Алма-Ате. В 1929-1930 годах служил в Красной Армии.
В июне 1941 года Гавриил Митин был вновь призван в Красную Армию, в действующей армии — с октября. 16 ноября 1941 года у разъезда Дубосеково Волоколамского района Московской области в составе группы истребителей танков участвовал в отражении многочисленных атак противника, было уничтожено 18 вражеских танков. Данное сражение вошло в историю, как подвиг 28 героев-панфиловцев. В этом бою Гавриил Митин погиб.
Указом Президиума Верховного Совета СССР «О присвоении звания Героя Советского Союза начальствующему и рядовому составу Красной Армии» от 21 июля 1942 года за «образцовое выполнение боевых заданий командования на фронте борьбы с немецкими захватчиками и проявленные при этом отвагу и геройство» удостоен посмертно звания Героя Советского Союза.

## Семья
Жена — Митина Надежда Георгиевна. Дочь — Митина Валентина Гавриловна, дочь Митина (в замужестве Сатымбекова) Любовь Гавриловна, сын Анатолий Гаврилович

## Награды
- Герой Советского Союза (21 июля 1942) — за образцовое выполнение боевых заданий Командования на фронте борьбы с немецкими захватчиками и проявленные при этом отвагу и геройство
- Орден Ленина (21 июля 1942) — за образцовое выполнение боевых заданий Командования на фронте борьбы с немецкими захватчиками и проявленные при этом отвагу и геройство

## Память
- В 1966 году в Москве в честь панфиловцев была названа улица в районе Северное Тушино (улица Героев-панфиловцев), где установлен монумент.
- В их честь в 1975 году также был сооружён мемориал в Дубосеково.
- В деревне Нелидово (1,5 км от разъезда Дубосеково) установлен памятник и открыт Музей героев-панфиловцев.
- В городе Алма-Ате, родном для панфиловцев, есть парк имени 28 гвардейцев-панфиловцев, в котором расположен монумент в их честь. В том же городе по проспекту Достык (бывш. Ленина) напротив Высшего пограничного командного училища имени Дзержинского (в наст. вр.  Академия пограничной службы) находится улица им. Митина, отходящая от проспекта в восточном направлении.
- Упоминание о 28 «самых храбрых сынах» Москвы вошло также в песню «Дорогая моя столица», ныне являющуюся гимном Москвы.

«Мемориал Героям Панфиловцам» у разъезда Дубосеково.
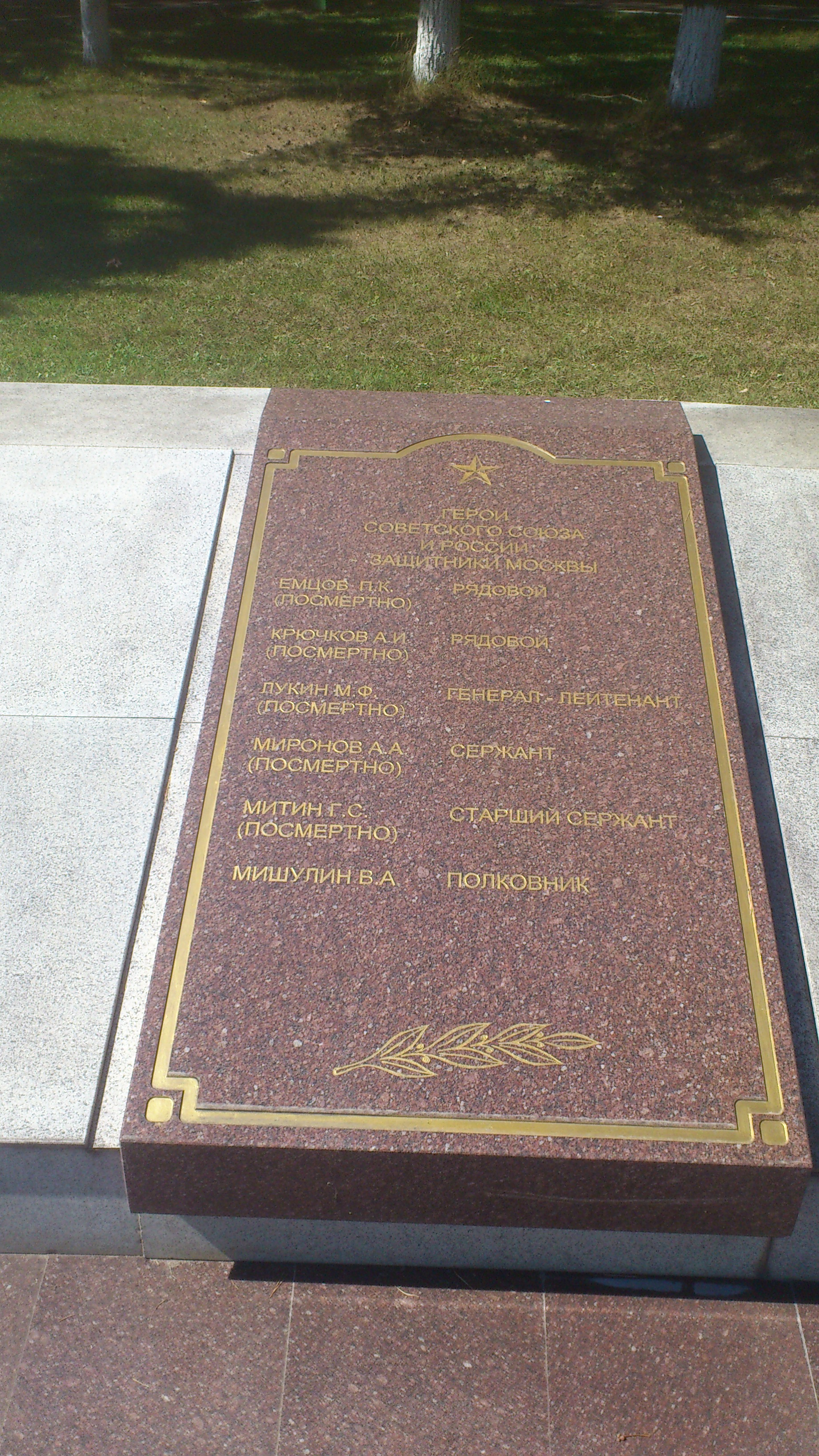
Имя Г. С. Митина высечено на плите мемориального комплекса «Воинам-сибирякам».
Мемориальный комплекс «Воинам-сибирякам», Ленино-Снегирёвский военно-исторический музей.